# モノノケトンガリサカタザメ
モノノケトンガリサカタザメ（Rhynchobatus mononoke）は、シノノメサカタザメ科に属するエイの一種。
2020年にいおワールドかごしま水族館で新種として記載された。和名の「モノノケ」、学名の"mononoke"は、腹側から見た姿が幽霊のように見えることによる。

## 解説
日本の南部に分布する。全長は少なくとも、雌で2メートル、雄で1.3メートルに達する。同属で同所に分布するトンガリサカタザメ Rhynchobatus australiaeとは、吻部が幅広いこと、吻部腹面に大きな黒色斑があること、背面に白点が僅かしか存在しないことなどで区別できる。